# عبد الله الدكنان
عبد الله الدكنان (مواليد 29 سبتمبر 1991) هو لاعب كرة قدم سعودي يلعب حالياً في نادي الجندل .